# 1893 en Ontario
Chronologie de l'Ontario
- 1889
- 1890
- 1891
- 1892
- 1893
- 1894
- 1895
- 1896
- 1897

Cette page concerne des événements d'actualité qui se sont produits durant l'année 1893 dans la province canadienne de l'Ontario.

## Politique
- Premier ministre : Oliver Mowat (Parti libéral).
- Chef de l'Opposition: William Ralph Meredith (Parti conservateur).
- Lieutenant-gouverneur: George Airey Kirkpatrick (en)
- Législature: 7e (en)

## Événements

### Janvier
- 26 janvier : le député libéral fédéral de Middlesex-Sud James Armstrong (en) est décédé en fonction à l'âge de 62 ans.

### Février
- 28 février : le conservateur George Sterling Ansel Ryerson (en) est élu député provincial de Toronto (en) à la suite de la mort du libéral Nelson Gordon Bigelow (en) le 4 novembre 1892.

### Mars
- 22 mars : le libéral Robert Boston (en) est élu sans opposition député fédéral de Middlesex-Sud à la suite de la mort du même parti James Armstrong (en) le 28 janvier dernier.

### Mai
- 27 mai : Le Parc provincial Algonquin comme un sanctuaire de la faune est créé.

### Août
- 7 août : le député libéral provincial de Bruce-Nord David Porter (en) est décédé en fonction.

### Octobre
- 3 octobre : le député libéral provincial de Lambton-Est Hugh McKenzie (en) est décédé en fonction à l'âge de 53 ans.

### Décembre
- 2 décembre : lors des deux élections partielles provinciales, l'indépendant conservateur (en) Peter Duncan McCallum (en) l'emporte Lambton-Est à la suite de la mort du libéral Hugh McKenzie (en) le 3 octobre dernier et le libéral Daniel McNaughton l'emporte Bruce-Nord à la suite de la mort du même parti David Porter (en) le 7 août dernier.
- 7 décembre : le conservateur James Alexander Grant (en) est élu sans opposition député fédéral de la Cité d'Ottawa à la suite de la démission du même parti Charles Herbert Mackintosh (en).

### Dates inconnus
- fondation de l'équipe de hockey sur glace les Sénateurs d'Ottawa (1893-1934).
- les frères James Williams Tyrrell et Joseph Burr Tyrrell explorent les Territoires du Nord-Ouest dans la région allant du Lac Athabasca à la Baie d'Hudson.

## Naissances
- 7 février : Joseph Algernon Pearce (en), astrophysicien († 8 septembre 1988).
- 18 mars : Olivier Guimond, père, acteur († 9 octobre 1954).
- 5 mai : Dewey Soper, auteur, explorateur, ornithologue et zoologiste († 2 novembre 1982).
- 7 mai : Frank J. Selke, dirigeant de hockey sur glace († 3 juillet 1985).
- 28 mai : Donald MacLaren, soldat († 4 juillet 1988).
- 16 juin : Ernest Lloyd Janney (en), militant († 22 avril 1941).
- 23 juin : Merrill Denison (en), dramaturge († 13 juin 1975).
- 7 juillet : James White (en), officier de l'armée († 2 janvier 1972).
- 18 août : Ernest MacMillan, compositeur († 6 mai 1973).
- 21 août : Wilfred Curtis (en), commandant de l'armée († 14 août 1977).
- 18 novembre : Roy Kellock, juge († 12 décembre 1975).
- 23 décembre : Arthur Roy Brown, officier de l'armée († 9 mars 1944).

## Décès
- 26 janvier : James Armstrong (en), député fédéral de Middlesex-Sud (1882-1893) (° 1er mars 1830).
- 7 août : David Porter (en), député provincial de Bruce-Nord (1891-1893)
- 3 octobre : Hugh McKenzie (en), député provincial de Lambton-Est (1890-1893) (° 2 janvier 1840).
- 9 décembre : Charles Sangster (en), poète (° 16 juillet 1822).